# فرودگاه شهری کیت کارسون
فرودگاه شهری کیت کارسون (به انگلیسی: Kit Carson County Airport) یک فرودگاه همگانی بهره‌برداری هوایی است که یک باند فرود آسفالت دارد و طول باند آن ۱۵۸۵ متر است. این فرودگاه در شهر بورلینگتون، کلرادو کشور ایالات متحده آمریکا قرار دارد و در ارتفاع ۱۲۸۶ متری از سطح دریا واقع شده است.